# Château de Villars-les-Moines
Le château de Villars-les-Moines (allemand : Schloss Münchenwiler) est un ancien prieuré clunisien transformé en château. Situé à Villars-les-Moines dans le canton de Berne en Suisse, il est listé comme bien culturel d'importance nationale.

## Histoire
En 1080-1081, les frères Gerold et Rodolphe de Vilar offrent leur domaine avec une église dédiée à la sainte-Trinité à l'abbaye de Cluny. Construit vers 1100 avec des pierres récupérées sur les ruines d'Aventicum, le prieuré héberge des pèlerins en marche vers Saint-Jacques de Compostelle. La communauté monastique comprend le prieur et deux à quatre moines. Le site est fortement endommagé lors des guerres de Laupen en 1339, de Fribourg en 1448 et de Bourgogne en 1476. En 1484, Berne obtient du pape l'incorporation de Villars-les-Moines à la collégiale Saint-Vincent. Le prieuré est ensuite administré par les chanoines de Berne jusqu'en 1528, année où la ville adopte la Réforme protestante. Malgré la résistance de Fribourg, Berne obtient le contrôle et la sécularisation de la seigneurie de Villars-les-Moines.
Le prieuré a toujours été pauvre et l'on peut se demander si, comme dans le cas des prieurés clunisiens de Rüeggisberg et de l'île Saint-Pierre, la nef n'aurait jamais dépassé le stade des fondations ? L'archéologie ne permet pas de répondre avec certitude à cette question, mais la question mérite d'être posée en raison de la modestie économique de cet établissement.
En 1535, Berne vend la seigneurie à l'avoyer Jean-Jacques de Watteville (de). Le transept, la croisée et le chœur de l'église du prieuré sont transformés en château Renaissance entre 1537 et 1553. Après plusieurs changements de propriétaires dès 1612, Villars-les-Moines passe en 1668 aux mains de la famille von Graffenried. Le château est transformé en résidence seigneuriale baroque à partir de 1690 puis devient un manoir campagnard au XIXe siècle. Les von Graffenried vendent le château avec le parc à un consortium neuchâtelois en 1932. Le canton de Berne l'achète en 1943 et en fait en 1954 un centre de formation pour adultes. Le bâtiment est rénové entre 1986 et 1990 et devient ensuite un hôtel et centre de séminaires,. Il est listé comme bien culturel d'importance nationale.